# 金东浩
金东浩（1957年5月—），黑龙江尚志人，朝鲜族，中华人民共和国政治人物，中国共产党党员，第十三届全国人民代表大会黑龙江地区代表。

## 生平
2018年2月24日，当选为第十三届全国人大代表。